# 玉川町 (昭島市)
玉川町（たまがわちょう）は、東京都昭島市の町名。現行行政地名は玉川町一丁目から玉川町五丁目。住居表示実施済み区域。

## 地理
昭島市の東部に位置し、東に東町、南東と北東に福島町、南西と北西に中神町、西に朝日町、北に築地町と接している。

### 地価
住宅地の地価は、2025年（令和7年）1月1日の公示地価によれば、玉川町1-17-9の地点で25万3000円/m2、玉川町3-3-15の地点で22万円/m2となっている。

## 世帯数と人口
2025年（令和7年）6月1日現在（昭島市発表）の世帯数と人口は以下の通りである。
| 丁目         | 世帯数    | 人口    |
| ------------ | --------- | ------- |
| 玉川町一丁目 | 794世帯   | 1,218人 |
| 玉川町二丁目 | 537世帯   | 860人   |
| 玉川町三丁目 | 1,094世帯 | 1,987人 |
| 玉川町四丁目 | 587世帯   | 1,093人 |
| 玉川町五丁目 | 1,126世帯 | 2,189人 |
| 計           | 4,138世帯 | 7,347人 |

### 人口の変遷
国勢調査による人口の推移。
| 年                 | 人口  |
| ------------------ | ----- |
| 1995年（平成7年）  | 8,808 |
| 2000年（平成12年） | 8,258 |
| 2005年（平成17年） | 7,975 |
| 2010年（平成22年） | 8,041 |
| 2015年（平成27年） | 7,750 |
| 2020年（令和2年）  | 7,734 |

### 世帯数の変遷
国勢調査による世帯数の推移。
| 年                 | 世帯数 |
| ------------------ | ------ |
| 1995年（平成7年）  | 3,516  |
| 2000年（平成12年） | 3,619  |
| 2005年（平成17年） | 3,687  |
| 2010年（平成22年） | 3,900  |
| 2015年（平成27年） | 3,910  |
| 2020年（令和2年）  | 4,065  |

## 学区
市立小・中学校に通う場合、学区は以下の通りとなる（2024年8月時点）。
| 丁目         | 番・番地等      | 小学校                 | 中学校             |
| ------------ | --------------- | ---------------------- | ------------------ |
| 玉川町一丁目 | 1〜10番         | 昭島市立東小学校       | 昭島市立昭和中学校 |
| 玉川町一丁目 | 11〜23番        | 昭島市立富士見丘小学校 | 昭島市立昭和中学校 |
| 玉川町二丁目 | 1〜6番          | 昭島市立富士見丘小学校 | 昭島市立昭和中学校 |
| 玉川町二丁目 | 7〜9番          | 昭島市立玉川小学校     | 昭島市立昭和中学校 |
| 玉川町三丁目 | 3〜6番 26〜31番 | 昭島市立玉川小学校     | 昭島市立昭和中学校 |
| 玉川町三丁目 | 1〜2番 7〜25番  | 昭島市立東小学校       | 昭島市立昭和中学校 |
| 玉川町四丁目 | 1〜5番          | 昭島市立東小学校       | 昭島市立昭和中学校 |
| 玉川町四丁目 | 6〜13番         | 昭島市立玉川小学校     | 昭島市立昭和中学校 |
| 玉川町五丁目 | 全域            | 昭島市立玉川小学校     | 昭島市立昭和中学校 |

## 交通

### 鉄道
- 東日本旅客鉄道（JR東日本）
  -  青梅線
    - 東中神駅

### 道路
- 東京都道29号立川青梅線
- 東京都道59号八王子武蔵村山線
- 東京都道152号中神停車場線
- 東京都道153号立川昭島線

## 事業所
2021年（令和3年）現在の経済センサス調査による事業所数と従業員数は以下の通りである。
| 丁目         | 事業所数  | 従業員数 |
| ------------ | --------- | -------- |
| 玉川町一丁目 | 81事業所  | 342人    |
| 玉川町二丁目 | 35事業所  | 127人    |
| 玉川町三丁目 | 54事業所  | 239人    |
| 玉川町四丁目 | 66事業所  | 566人    |
| 玉川町五丁目 | 58事業所  | 358人    |
| 計           | 294事業所 | 1,632人  |

### 事業者数の変遷
経済センサスによる事業所数の推移。
| 年                 | 事業者数 |
| ------------------ | -------- |
| 2016年（平成28年） | 336      |
| 2021年（令和3年）  | 294      |

### 従業員数の変遷
経済センサスによる従業員数の推移。
| 年                 | 従業員数 |
| ------------------ | -------- |
| 2016年（平成28年） | 2,123    |
| 2021年（令和3年）  | 1,632    |

## 施設
- 竹口病院
- 真覚寺
- 昭島玉川郵便局[14]
- マルフジ 東中神店[15]

## その他

### 日本郵便
- 郵便番号 : 196-0034[2]（集配局 : 昭島郵便局[16]）。